# Geen kind en geen wieg
Geen kind en geen wieg (Originele titel: Cat's Cradle) is de vierde roman van de Amerikaanse schrijver Kurt Vonnegut, voor het eerst gepubliceerd in 1963. Het is een sciencefictionverhaal met elementen van politieke satire. Het bevat 127 korte hoofdstukken en behandelt onder andere onderwerpen met betrekking tot de wetenschap, technologie en religie en steekt de draak met de wapenwedloop. Voor Cat's Cradle ontving Vonnegut in 1971 een masters degree in antropologie van de Universiteit van Chicago terwijl zijn oorspronkelijke proefschrift in 1947 nog door diezelfde universiteit werd afgekeurd. Het boek werd in 1964 genomineerd voor de Hugo Award.
De titel van het boek is afgeleid van een spel waarbij met de vingers en elastiek vormen gemaakt worden (bijvoorbeeld een wieg). In het Engels heet dit spel Cat's Cradle. Het karakter Felix Hoenikker (een fictieve co-uitvinder van de atoombom) was dit spel aan het spelen toen de bom viel en naar het spel wordt later verwezen door zijn zoon, Newton Hoenikker.

## Plot
Het boek is geschreven vanuit de ik-figuur, John, die dat zelf ziet als een verwijzing naar Jonas. Zijn doel is om een boek te schrijven over datgene wat er precies elders op de wereld gebeurde op het moment dat de eerste atoombom op Hiroshima viel. De titel van dat boek moet "De dag dat de wereld ten onder ging" worden.
Voor dat boek reist John naar Ilium, New York om de kinderen van Felix Hoenikker, die de atoombom mede ontwikkelde. Hij ontmoet daar Asa Breed, de toenmalige leidinggevende van Felix Hoenikker en enkele nadere personen, maar niet de kinderen. Wel hoort hij van Asa Breed het mogelijke bestaan van IJs-negen, een materiaal dat zorgt dat watermoleculen bij een hogere temperatuur dan het vriespunt toch een vaste substantie worden.
Later komt hij erachter dat Frank, de oudste zoon, zich bevindt op het (fictieve) eiland San Lorenzo. John reist daar ook heen en ontmoet in het vliegtuig Newt Hoenikker, de jongste zoon en een dwerg en Angela Conners Hoenikker, de dochter van Felix. Op het eiland maakt John kennis met het Bokonisme, een cynische godsdienst, ontwikkeld door een van de stichters van het eiland en beschreven in de Boeken van Bokonin. Het eiland zelf is erg arm en overbevolkt en wordt geregeerd door een dictator Miguel "Papa" Monzano. Frank blijkt minister te zijn op dat eiland en verloofd met de adoptief dochter van "Papa", de bloedmooie Mona Aamons Monzano.
Op het eiland aangekomen ontdekt John langzaam maar zeker hoe de samenleving op het eiland in elkaar zit. Inclusief de steeds voortdurende jacht op Bokonin, wiens godsdienst is verboden, maar in het geheim wel door iedereen wordt beleden. Het blijkt ook dat IJs-negen wel degelijk door Feliz Hoenikker is ontwikkeld en zijn drie kinderen hebben elk een buisje met een splinter er van in hun bezit.
Dictator Papa ligt op sterven en heeft Frank als zijn erfgenaam benoemd. Deze heeft echter geen belangstelling voor de functie en haalt John over om zijn plaats in te nemen, inclusief de mooie Mona. John besluit dit te doen. Papa sterft echter niet aan zijn ziekte, maar door zelfmoord te plegen door het IJs-negen te slikken. Ook zijn lijfarts, oud SS-kamparts Dr Schlichter von Koenigswald komt om door IJs-negen. Om verder besmetting te voorkomen, besluiten Frank en John de lijken te verbranden. Bij een demonstratie van de San Lorenzo luchtmacht valt echter een toestel te pletter bij het paleis waardoor een stuk afbreekt en in zee valt. Ook het lichaam van de dode dictator valt in zee. Door het IJS-negen bevriest ogenblikkelijk de zee en alle wateren die daarmee in verbinding staan waarmee het grootste deel van de wereldbevolking tot sterven gedoemd is.
John weet met Mona te ontsnappen en stuit op een massagraf van San Lorenzo inwoners. Mona pleegt daar zelfmoord door IJs-negen te likken. John sluit zich bij een groepje overlevenden in een grot en houdt zich enkele maanden in leven, waarin hij het boek schrijft. Het boek eindigt als John Bokonin ontmoet, die een goed einde aan het bedenken is voor de Boeken van Bokonin.